# Pokání (film, 2007)
Pokání (anglicky Atonement) je britský film režiséra Joa Wrighta z roku 2007 natočený podle stejnojmenného románu Iana McEwana Pokání. Hlavní role hrají Keira Knightley a James McAvoy. Premiéra filmu ve Spojeném království proběhla 7. září 2007, v Severní Americe je naplánovaná na 7. prosince, v Česku pak na 31. ledna 2008. Film byl vybrán jako zahajovací film benátského filmového festivalu 2007. Film byl oceněn Zlatým glóbem jako nejlepší film v kategorii drama.

## Děj
V roce 1935 dokončila Briony Tallis (Saoirse Ronan), třináctiletá dívka z bohaté anglické rodiny, svou první divadelní hru. Pokouší se ji nacvičit se svými bratranci, kteří jsou u ní doma zrovna na návštěvě, ale ty nacvičování nebaví a místo toho jdou plavat. Briony namísto toho zůstane v domě a stane se svědkem významného okamžiku sexuálního napětí mezi její starší sestrou Cecilií (Keira Knightley) a Robbiem Turnerem (James McAvoy), do kterého se Briony jako malá zamilovala. Robbie se poté vrátí domů a píše Cecilii omluvný dopis. Napíše několik návrhů, včetně jednoho explicitně erotického (v němž se mimo jiné praví „Ve snech líbám tvou kundu, tvou sladkou vlhkou kundu.“), který však nezamýšlí poslat a pouze jej odloží stranou. Během cesty na oslavu u Tallisových potká Briony, kterou požádá o doručení dopisu pro Cecilii. Až posléze si však uvědomí, že omylem poslal lascivní verzi dopisu. Briony, která Robbieho podezírá z nekalých úmyslů, si dopis potají přečte a začne jej považovat za sexuálního maniaka.
Tentýž večer se Cecilia s Robbiem setkají v knihovně, kde mezi nimi dojde k spontánnímu sexu. V jeho průběhu však do místnosti vejde Briony, která si událost mylně vyloží jako znásilnění své sestry. V průběhu večeře se zjistí, že bratranci utekli, načež vypukne pátrání. Toho se účastní i Briony, která se je sama vydá hledat do lesů, kde narazí na muže, který očividně znásilňuje její nezletilou sestřenici Lolu. Ta následně sdělí, že neví kdo byl útočník, avšak Briony si je jistá, že šlo o Robbieho, což poví jak rodičům, tak policii. Na podporu svého tvrzení ukáže matce Robbieho obscénní dopis. Všichni, až na Cecilii, její verzi uvěří, díky čemuž je Robbie zatčen a odsouzen.
O čtyři roky později (1939) je Robbie propuštěn z vězení pod podmínkou, že narukuje do armády. Ještě než je poslán na francouzskou frontu, se v Londýně setká s Cecilií, s níž naváže na dřívější „vztah“. Nyní již osmnáctiletá Briony (Romola Garai) teď pracuje jako zdravotní sestra ošetřovatelského sboru v nemocnici svatého Tomáše v Londýně. Neúspěšně se pokouší kontaktovat svou starší sestru a dává si za vinu Robbieho uvěznění. Ten se později raněný a značně nemocný dostane s několika muži ze své jednotky na pláž u Dunkerku, kde čeká na evakuaci.
Briony, která si již plně uvědomuje důsledky svého obvinění, navštíví Cecilii, aby se jí osobně omluvila. Ta jí však chladně odvětí, že jí nikdy neodpustí. Zároveň je Briony konfrontována s rozzuřeným Robbiem, který po ní požaduje, aby své rodině a úřadům okamžitě řekla pravdu. S tím Briony souhlasí, žádá o odpuštění a sděluje, že násilníkem byl ve skutečnosti rodinný přítel Paul Marshall (Benedict Cumberbatch), který však u soudu nemůže být obviněn, neboť se mezitím s Lolou oženil, a ta proti němu proto nemůže svědčit.
O několik desítek let později poskytuje již stará Briony (Vanessa Redgrave) rozhovor při příležitosti vydání svého nového románu Pokání. Dodá však, že tento román, na němž pracovala většinu svého života, je zároveň jejím posledním románem, neboť umírá na vaskulární demenci. V následujícím náhlem zvratu prozradí, že Robbie ve skutečnosti zemřel při čekání na evakuaci v Dunkerku na otravu krve, zatímco sestra Cecilia zemřela o několik měsíců později při německém náletu, když se schovávala v prostorách stanice londýnského metra, kterou zatopila voda z náletem poškozeného vodovodního potrubí. Román však zakončila jejich shledáním, po kterém oba toužili, a které si podle ní zasloužili, čímž jim chtěla učinit poslední laskavost a dát jim tak jejich štěstí.

## Obsazení

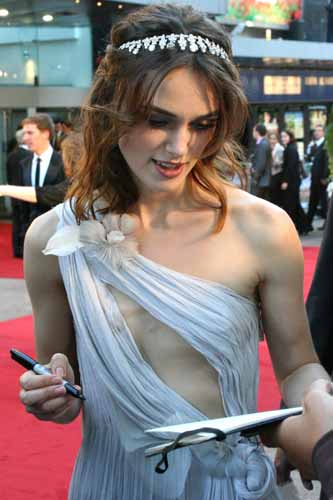
Keira Knightley na premiéře filmu Pokání na náměstí Leicester v Londýně.

| James McAvoy               | Robbie Turner             |
| Romola Garai               | Briony (v 18 letech)      |
| Keira Knightley            | Cecilia                   |
| Brenda Blethyn             | Grace Turner              |
| Saoirse Ronan              | Briony (ve 13 letech)     |
| Vanessa Redgrave           | Briony (ve starším věku)  |
| Harriet Walter             | Emily Tallis              |
| Stephen Bush               |                           |
| Juno Temple                | Lola                      |
| Charlie a Felix von Simson | Jackson a Pierrot Quincey |
| Benedict Cumberbatch       | Paul Marshall             |
| Daniel Mays                | Tommy Nettle              |
| Nonso Anozie               | Frank Mace                |
| Jérémie Renier             | Luc Cornet                |
| Lionel Abelansk            | francouz                  |
| Alfie Allen                | Danny Hardman             |
| Anthony Minghella          | televizní reportér        |

## Produkce
Film byl produkován společností Working Title Films a natáčel se v průběhu léta v roce 2006 ve Spojeném království. Natáčelo se hlavně ve městě Stokesay Court, Onibury v Shropshire, v Redcaru, v Streatham Hillu v Londýně. Válečné scény se natáčeli v Coates, Gedney Drove Endu, v Lincolnshire, v Norfolku, v Maneae,v Pymooru a v Cambridgeshire. Některé scény se natáčely ve studiu v BBC Television Centre v Londýně.

## Přijetí

### Tržby
Film vydělal 50,9 milionů dolarů v Severní Americe a 78,3 milionů dolarů v ostatních oblastech, celkově tak vydělal přes 129 milionů dolarů po celém světě. Rozpočet filmu činil 30 milionů dolarů. V Severní Americe byl uveden limitovaně 7. prosince 2007, poté byl uveden do více kin v 11. ledna. Za první víkend vydělal 784 tisíc dolarů z 32 kin. Za první víkend při rozšíření do více kin vydělal za první víkend 4,2 miliony dolarů.

### Recenze
Film získal pozitivní recenze od kritiků. Na recenzní stránce Rotten Tomatoes získal ze 196 započtených recenzí 83 procent. Na serveru Metacritic snímek získal z 36 recenzí 85 bodů ze sta. Na Česko-Slovenské filmové databázi si snímek drží 83 procent a je 174. nejoblíbenějším filmem.

### Ocenění a nominace
| Ocenění                                      | Kategorie                                           | Nominovaný                                                     | Výsledek  |
| -------------------------------------------- | --------------------------------------------------- | -------------------------------------------------------------- | --------- |
| Oscar                                        | Nejlepší adaptovaný scénář                          | Christopher Hampton                                            | nominace  |
| Oscar                                        | Nejlepší výprava                                    | Sarah Greenwood a Katie Spencer                                | nominace  |
| Oscar                                        | Nejlepší kamera                                     | Seamus McGarvey                                                | nominace  |
| Oscar                                        | Nejlepší kostýmy                                    | Jacqueline Durran                                              | nominace  |
| Oscar                                        | Nejlepší původní hudba                              | Dario Marianelli                                               | vítězství |
| Oscar                                        | Nejlepší film                                       | Pokání                                                         | nominace  |
| Oscar                                        | Nejlepší ženský herecký výkon ve vedlejší roli      | Saoirse Ronan                                                  | nominace  |
| Alliance of Women Film Journalists           | Nejlepší adaptovaný scénář                          | Pokání                                                         | nominace  |
| Alliance of Women Film Journalists           | Nejlepší zobrazení nahoty nebo sexuality            | Keira Knightley                                                | nominace  |
| Alliance of Women Film Journalists           | Nejlepší střih                                      | Pokání                                                         | nominace  |
| Alliance of Women Film Journalists           | Nejlepší film                                       | Pokání                                                         | nominace  |
| Alliance of Women Film Journalists           | Nejlepší nováček                                    | Saoirse Ronan                                                  | vítězství |
| Alliance of Women Film Journalists           | Nejlepší svádění                                    | Keira Knightley a James McAvoy                                 | vítězství |
| American Society of Cinematographers         | Nejlepší kamera                                     | Seamus McGarvey                                                | nominace  |
| Art Directors Guild Award                    | Nejlepší výprava v periodcickém filmu               | Sarah Greenwood                                                | nominace  |
| Filmová ceny Britské akademie                | Nejlepší ženský herecký výkon v hlavní roli         | James McAvoy                                                   | nominace  |
| Filmová ceny Britské akademie                | Nejlepší ženský herecký výkon v hlavní roli         | Keira Knightley                                                | nominace  |
| Filmová ceny Britské akademie                | Nejlepší adaptovaný scénář                          | Christopher Hampton                                            | nominace  |
| Filmová ceny Britské akademie                | Nejlepší britský film                               | Pokání                                                         | nominace  |
| Filmová ceny Britské akademie                | Nejlepší kamera                                     | Seamus McGarvey                                                | nominace  |
| Filmová ceny Britské akademie                | Nejlepší kostýmy                                    | Jacqueline Durran                                              | nominace  |
| Filmová ceny Britské akademie                | Nejlepší režie                                      | Joe Wright                                                     | nominace  |
| Filmová ceny Britské akademie                | Nejlepší střih                                      | Paul Tothill                                                   | nominace  |
| Filmová ceny Britské akademie                | Nejlepší film                                       | Pokání                                                         | vítězství |
| Filmová ceny Britské akademie                | Nejlepší masky                                      | Ivana Primorac                                                 | nominace  |
| Filmová ceny Britské akademie                | Nejlepší hudba                                      | Dario Marianelli                                               | nominace  |
| Filmová ceny Britské akademie                | Nejlepší výprava                                    | Sarah Greenwood a Katie Spencer                                | vítězství |
| Filmová ceny Britské akademie                | Nejlepší zvuk                                       | Danny Hambrook, Paul Hamblin, Catherine Hodgson, Becki Ponting | nominace  |
| Filmová ceny Britské akademie                | Nejlepší ženský herecký výkon ve vedlejší roli      | Saoirse Ronan                                                  | nominace  |
| British Society of Cinematographers          | Nejlepší kamera                                     | Seamus McGarvey                                                | nominace  |
| Critics' Choice Movie Awards                 | Nejlepší skladatel                                  | Dario Marianelli                                               | nominace  |
| Critics' Choice Movie Awards                 | Nejlepší režie                                      | Joe Wright                                                     | nominace  |
| Critics' Choice Movie Awards                 | Nejlepší film                                       | Pokání                                                         | nominace  |
| Critics' Choice Movie Awards                 | Nejlepší ženský herecký výkon ve vedlejší roli      | Vanessa Redgrave                                               | nominace  |
| Critics' Choice Movie Awards                 | Nejlepší mladá herečka                              | Saoirse Ronan                                                  | nominace  |
| Chicago Film Critics Association             | Nejlepší adaptovaný scénář                          | Christopher Hampton                                            | nominace  |
| Chicago Film Critics Association             | Nejlepší kamera                                     | Seamus McGarvey                                                | nominace  |
| Chicago Film Critics Association             | Nejlepší původní hudba                              | Dario Marianelli                                               | nominace  |
| Cinema Brazil Grand Prize                    | Nejlepší cizojazyčný film                           | Pokání                                                         | nominace  |
| Costume Designers Guild Award                | Nejlepší kostýmy pro periodický film                | Jacqueline Durran                                              | nominace  |
| Dallas-Fort Worth Film Critics Association   | Nejlepší film                                       | Pokání                                                         | nominace  |
| Dallas-Fort Worth Film Critics Association   | Nejlepší ženský herecký výkon ve vedlejší roli      | Saoirse Ronan                                                  | nominace  |
| Empire Awards                                | Nejlepší ženský herecký výkon v hlavní roli         | James McAvoy                                                   | vítězství |
| Empire Awards                                | Nejlepší ženský herecký výkon v hlavní roli         | Keira Knightley                                                | vítězství |
| Empire Awards                                | Nejlepší britský film                               | Pokání                                                         | vítězství |
| Empire Awards                                | Nejlepší režie                                      | Joe Wright                                                     | nominace  |
| Empire Awards                                | Nejlepší nováček                                    | Saoirse Ronan                                                  | nominace  |
| Empire Awards                                | Nejlepší soundtrack                                 | Pokání                                                         | nominace  |
| Evropské filmové ceny                        | Nejlepší mužský herecký výkon v hlavní roli – drama | James McAvoy                                                   | nominace  |
| Evropské filmové ceny                        | Nejlepší skladatel                                  | Dario Marianelli                                               | nominace  |
| Evropské filmové ceny                        | Nejlepší film                                       | Pokání                                                         | nominace  |
| Evening Standard British Film Awards         | Nejlepší mužský herecký výkon v hlavní roli – drama | James McAvoy                                                   | nominace  |
| Evening Standard British Film Awards         | Nejlepší ženský herecký výkon v hlavní roli         | Romola Garai                                                   | nominace  |
| Evening Standard British Film Awards         | Nejlepší ženský herecký výkon v hlavní roli         | Keira Knightley                                                | nominace  |
| Evening Standard British Film Awards         | Nejlepší scénář                                     | Christopher Hampton                                            | nominace  |
| Evening Standard British Film Awards         | Ocenění za nejlepší technickou výpravu              | Seamus McGarvey, Sarah Greenwood, Jacqueline Durran            | vítězství |
| Film Critics Circle of Australia             | Nejlepší cizojazyčný film v anglickém jazyce        | Pokání                                                         | nominace  |
| Zlatý glóbus                                 | Nejlepší mužský herecký výkon v hlavní roli – drama | James McAvoy                                                   | nominace  |
| Zlatý glóbus                                 | Nejlepší ženský herecký výkon v hlavní roli – drama | Keira Knightley                                                | nominace  |
| Zlatý glóbus                                 | Nejlepší režie                                      | Joe Wright                                                     | nominace  |
| Zlatý glóbus                                 | Nejlepší film – drama                               | Pokání                                                         | vítězství |
| Zlatý glóbus                                 | Nejlepší původní hudba                              | Dario Marianelli                                               | vítězství |
| Zlatý glóbus                                 | Nejlepší scénář                                     | Christopher Hampton                                            | nominace  |
| Zlatý glóbus                                 | Nejlepší ženský herecký výkon ve vedlejší roli      | Saoirse Ronan                                                  | nominace  |
| Golden Tomato Awards                         | Nejlepší romantický film                            | Pokání                                                         | vítězství |
| Golden Trailer Awards                        | Nejlepší romantický film                            | Pokání                                                         | vítězství |
| Golden Trailer Awards                        | Nejlepší televizní reklama pro romantický film      | „Love Story“ – Intralink Film                                  | nominace  |
| Houston Film Critics Society                 | Nejlepší kamera                                     | Seamus McGarvey                                                | nominace  |
| Houston Film Critics Society                 | Nejlepší původní hudba                              | Dario Marianelli                                               | vítězství |
| Houston Film Critics Society                 | Nejlepší film                                       | Pokání                                                         | nominace  |
| Houston Film Critics Society                 | Nejlepší scénář                                     | Christopher Hampton                                            | nominace  |
| International Film Music Critics Association | Nejlepší původní hudba pro dramatický film          | Pokání – Dario Marianelli                                      | vítězství |
| International Film Music Critics Association | Nejlepší skladatel                                  | Dario Marianelli                                               | nominace  |
| International Film Music Critics Association | Nejlepší filmová píseň                              | „Elegy for Dunkirk“ – Dario Marianelli                         | vítězství |
| International Film Music Critics Association | Nejlepší hudba                                      | Pokání – Dario Marianelli                                      | vítězství |
| Irish Film & Television Awards               | Nejlepší ženský herecký výkon ve vedlejší roli      | Saoirse Ronan                                                  | vítězství |
| Irish Film & Television Awards               | Nejlepší kamera                                     | Seamus McGarvey                                                | vítězství |
| Irish Film & Television Awards               | Nejlepší mezinárodní herec                          | James McAvoy                                                   | nominace  |
| Irish Film & Television Awards               | Nejlepší mezinárodní herečka                        | Keira Knightley                                                | nominace  |
| Irish Film & Television Awards               | Nejlepší mezinárodní film                           | Pokání                                                         | nominace  |
| Ivor Novello Awards                          | Nejlepší původní hudba                              | Dario Marianelli                                               | nominace  |
| London Film Critics' Circle                  | Nejlepší mužský herecký výkon v hlavní roli – drama | James McAvoy                                                   | vítězství |
| London Film Critics' Circle                  | Nejlepší ženský herecký výkon v hlavní roli         | Keira Knightley                                                | nominace  |
| London Film Critics' Circle                  | Britský objev roku                                  | Saoirse Ronan                                                  | nominace  |
| London Film Critics' Circle                  | Nejlepší režie                                      | Joe Wright                                                     | nominace  |
| London Film Critics' Circle                  | Nejlepší britský film                               | Pokání                                                         | nominace  |
| London Film Critics' Circle                  | Nejlepší ženský herecký výkon ve vedlejší roli      | Vanessa Redgrave                                               | vítězství |
| London Film Critics' Circle                  | Nejlepší ženský herecký výkon ve vedlejší roli      | Saoirse Ronan                                                  | nominace  |
| London Film Critics' Circle                  | Nejlepší scénář                                     | Christopher Hampton                                            | nominace  |
| Motion Picture Sound Editors                 | Nejlepší zvuk v cizojazyčném filmu                  | Pokání                                                         | nominace  |
| Nastro d'Argento                             | Nejlepší evropský režisér                           | Joe Wright                                                     | nominace  |
| National Board of Review                     | Nejlepších deset filmů                              | Pokání                                                         | vítězství |
| Online Film Critics Society                  | Nejlepší adaptovaný scénář                          | Christopher Hampton                                            | nominace  |
| Online Film Critics Society                  | Nejlepší střih                                      | Paul Tothill                                                   | nominace  |
| Online Film Critics Society                  | Nejlepší původní hudba                              | Dario Marianelli                                               | nominace  |
| Online Film Critics Society                  | Nejlepší film                                       | Pokání                                                         | nominace  |
| Online Film Critics Society                  | Nejlepší ženský herecký výkon ve vedlejší roli      | Saoirse Ronan                                                  | nominace  |
| Pyongyang International Film Festival        | Cena za výtvarné umění                              | Pokání                                                         | vítězství |
| Rembrandt Award                              | Nejlepší mezinárodní herečka                        | Keira Knightley                                                | vítězství |
| Richard Attenborough Film Awards             | Nejlepší mužský herecký výkon v hlavní roli – drama | James McAvoy                                                   | vítězství |
| Richard Attenborough Film Awards             | Nejlepší filmař                                     | Joe Wright                                                     | vítězství |
| Richard Attenborough Film Awards             | Nejlepší scénář                                     | Christopher Hampton                                            | vítězství |
| Richard Attenborough Film Awards             | Nejlepší film                                       | Pokání                                                         | vítězství |
| San Diego Film Critics Society               | Nejlepší střih                                      | Paul Tothill                                                   | vítězství |
| Satellite Awards                             | Nejlepší ženský herecký výkon v hlavní roli – drama | Keira Knightley                                                | nominace  |
| Satellite Awards                             | Nejlepší adaptovaný scénář                          | Christopher Hampton                                            | vítězství |
| Satellite Awards                             | Nejlepší kostýmy                                    | Jacqueline Durran                                              | nominace  |
| Satellite Awards                             | Nejlepší původní hudba                              | Dario Marianelli                                               | nominace  |
| Satellite Awards                             | Nejlepší ženský herecký výkon ve vedlejší roli      | Saoirse Ronan                                                  | nominace  |
| St. Louis Gateway Film Critics Association   | Nejlepší kamera                                     | Seamus McGarvey                                                | nominace  |
| St. Louis Gateway Film Critics Association   | Nejlepší film                                       | Pokání                                                         | nominace  |
| St. Louis Gateway Film Critics Association   | Nejlepší hudba                                      | Dario Marianelli                                               | nominace  |
| St. Louis Gateway Film Critics Association   | Nejlepší scénář                                     | Ian McEwan a Christopher Hampton                               | nominace  |
| St. Louis Gateway Film Critics Association   | Nejlepší ženský herecký výkon ve vedlejší roli      | Saoirse Ronan                                                  | nominace  |
| Teen Choice Awards                           | Nejlepší ženský herecký výkon v hlavní roli         | Keira Knightley                                                | vítězství |
| USC Scripter Award                           | Nejlepší scénář                                     | Ian McEwan a Christopher Hampton                               | nominace  |
| Benátský filmový festival                    | Zlatý lev                                           | Pokání                                                         | nominace  |
| Benátský filmový festival                    | Cena fóra pro filmy a literaturu                    | Joe Wright                                                     | vítězství |
| Women Film Critics Circle                    | Nejlepší mladá herečka                              | Saoirse Ronan                                                  | vítězství |
| World Soundtrack Awards                      | Nejlepší původní hudba                              | Pokání – Dario Marianelli                                      | vítězství |
| World Soundtrack Awards                      | Nejlepší soundtrack                                 | Dario Marianelli                                               | nominace  |
| Young Artist Award                           | Nejlepší mladá herečka                              | Saoirse Ronan                                                  | nominace  |